# Carex borealihinganica
Espèce
Classification phylogénétique
Carex borealihinganica est une espèce de plantes du genre Carex et de la famille des Cyperaceae.